# Kim Woo-min
Kim Woo-min (født 2001) er en sydkoreansk svømmer.
I 2021 repræsenterede han sit land ved sommer-OL 2020 i Tokyo, i 4×200 meter fri stafet. Stafetholdet kom på 12. pladsen i indledende delkonkurrence og kvalificerede sig ikke til finalen.
Han vandt bronzemedalje i 400 m frisvømning for mænd ved sommer-OL 2024.